# آندری یشچنکو
آندری یشچنکو (روسی: Андрей Олегович Ещенко؛ زاده ۹ فوریهٔ ۱۹۸۴) یک بازیکن فوتبال اهل روسیه است.
وی همچنین در تیم ملی فوتبال روسیه بازی کرده‌است.